# Lá dương đỏ
Lá dương đỏ hay còn gọi bồ đề vỏ đỏ, bồ đề xanh lá nhẵn (danh pháp khoa học: Alniphyllum fortunei) là một loài thực vật có hoa trong họ Bồ đề. Loài này được (Hemsl.) Makino mô tả khoa học đầu tiên năm 1906.